# 34. BAFTA-gála
A 34. BAFTA-gálát 1981-ben tartották, melynek keretében a Brit film- és televíziós akadémia az 1980. év legjobb filmjeit és alkotóit díjazta.

## Díjazottak és jelöltek
(a díjazottak félkövérrel vannak jelölve)

### Legjobb film
Az elefántember
- Isten hozta, Mister!
- Az árnyéklovas
- Kramer kontra Kramer

### David Lean-díj a legjobb rendezésért
Akira Kurosawa - Az árnyéklovas
- David Lynch - Az elefántember
- Alan Parker - Fame - Hírnév
- Robert Benton - Kramer kontra Kramer

### Legjobb elsőfilmes
Judy Davis - Ragyogó karrierem
- Sonia Braga - Flór asszony és két férje
- Gordon Sinclair - Gregory barátnője
- Debra Winger - Városi cowboy

### Legjobb főszereplő
John Hurt - Az elefántember
- Dustin Hoffman - Kramer kontra Kramer
- Roy Scheider - Mindhalálig zene
- Peter Sellers - Isten hozta, Mister!

### Legjobb női főszereplő
Judy Davis - Ragyogó karrierem
- Shirley MacLaine - Isten hozta, Mister!
- Bette Midler - A rózsa
- Meryl Streep - Kramer kontra Kramer

### Legjobb forgatókönyv
Isten hozta, Mister! - Jerzy Kosinski
- Airplane! - Jim Abrahams, David Zucker, Jerry Zucker
- Az elefántember - Christopher De Vore, Eric Bergren, David Lynch
- Kramer kontra Kramer - Robert Benton

### Legjobb operatőri munka
Mindhalálig zene
- Fekete Villám
- Az elefántember
- Az árnyéklovas

### Legjobb jelmez
Az árynéklovas
- Mindhalálig zene
- Don Giovanni
- Flash Gordon

### Legjobb vágás
Mindhalálig zene
- Az elefántember
- Fame - Hírnév
- Kramer kontra Kramer

### Anthony Asquith-díj a legjobb filmzenének
Csillagok háborúja V: A Birodalom visszavág - John Williams
- Üvegtörők - Hazel O'Connor
- Fame - Hírnév - Michael Gore
- Flash Gordon - Queen, Howard Blake

### Legjobb díszlet
Az elefántember
- Mindhalálig zene
- Csillagok háborúja V: A Birodalom visszavág
- Flash Gordon

### Legjobb hang
Fame - Hírnév
- Mindhalálig zene
- Don Giovanni
- Csillagok háborúja V: A Birodalom visszavág
- A rózsa

### Legjobb animációs film
Les 3 inventeurs
- Bio Woman
- The Cube
- Seaside Woman

### Legjobb rövidfilm
Sredni Vashtar
- Box On
- Dollor Bottom
- Possessions

### Kiemelkedő brit hozzájárulás a mozifilmekhez
Kevin Brownlow

### Különdíj
Jimmy Wright

### Akadémiai tagság
Emeric Pressburger

 Michael Powell

 Abel Gance